# Thomas Voeckler
Thomas Voeckler (Schiltigheim, 22 juni 1979) is een Frans voormalig wielrenner. Hij was beroepsrenner tussen 2001 en 2017 en brak in 2004 door in de Ronde van Frankrijk toen hij als jonge twintiger tien dagen de gele trui droeg en bovendien vele dagen de witte trui. Ook in de Ronde van Frankrijk van 2011 slaagde Voeckler erin om de gele trui een lange periode vast te houden; hij eindigde toen als vierde in het algemeen klassement.
Thomas Voeckler reed zijn gehele carrière voor de Franse wielerploeg Team TotalEnergies van ploegleider Jean-René Bernaudeau: toen hij actief was heette die ploeg Bonjour, Brioches la Boulangère, (Bbox) Bouygues Télécom, Team Europcar en Direct Énergie. 

## Carrière
Thomas Voeckler, geboren in de Elzas, debuteerde als profwielrenner bij de voormalige Franse wielerploeg Bonjour. Hij nam in 2003 voor de eerste keer deel aan de Ronde van Frankrijk. De debutant wist de Tour uit te rijden en behaalde de 119e plaats in het algemeen klassement. In 2004 werd Voeckler, die toen voor het Team Brioches La Boulangère reed, Frans kampioen bij het wegwielrennen.
In de vijfde etappe van de Ronde van Frankrijk 2004 veroverde Voeckler de gele trui na een langdurige ontsnapping met een groepje van vijf renners. Na 10 dagen lang zijn gele trui verdedigd te hebben, moest hij pas na de 15e etappe, na bergritten in de Pyreneeën, de gele trui uiteindelijk toch afstaan aan de sterke Lance Armstrong. Vanaf dat moment ging Voeckler verder in de witte trui, maar in de 18e etappe verloor de jonge vermoeide Fransman hem aan Vladimir Karpets. Zijn status werd er niet minder op: Voeckler was inmiddels al uitgegroeid tot de nationale volksheld onder de Fransen. Het jaar 2004 werd zijn definitieve doorbraak als wegwielrenner. In de jaren die volgden won hij onder meer de Route du Sud en de GP Ouest France-Plouay.
In de Ronde van Frankrijk van 2009 won Voeckler voor het eerst in zijn carrière een Touretappe. Hij schreef de vijfde etappe op zijn naam nadat hij na een lange ontsnapping het peloton nipt voor wist te blijven.
Tijdens het seizoen van 2010 had de ploeg van Voeckler, Bouygues Télécom, moeite met het vinden van een nieuwe sponsor voor 2011. Hoofdsponsor Bouygues trok zich terug uit het wielrennen en in het najaar van 2010 was er nog steeds geen nieuwe hoofdsponsor geworden. Hierop tekende Voeckler een contract voor twee jaar bij Cofidis, dat enkel in zou gaan als de manager van Bouygues geen nieuwe sponsor zou kunnen vinden.
Een dag later werd bekend dat de manager van Bouygues Télécom erin was geslaagd een nieuwe hoofdsponsor te vinden, namelijk het autoverhuurbedrijf Europcar. Het bedrijf was echter alleen geïnteresseerd in sponsoring als Voeckler bij de ploeg zou blijven. Dankzij de clausule in het contract van Cofidis rijdt Voeckler vanaf 2011 dus voor Team Europcar.
Net als in 2004 slaagde Voeckler er in de Ronde van Frankrijk van 2011 in om lange tijd in de gele trui te rijden. In de negende etappe zat Voeckler mee in de ontsnapping en won hij genoeg tijd in algemeen klassement om de trui te pakken. Voeckler behield de trui in de Pyreneeën, en verraste vriend en vijand door steeds met de beste bergop te kunnen. Pas in de laatste bergrit van de Alpen verloor Voeckler zijn trui aan Andy Schleck. Uiteindelijk werd Voeckler 4de in het eindklassement, op ruim 3 minuten van eindwinnaar Cadel Evans.
Een jaar later, tijdens de Ronde van Frankrijk van 2012, wist Voeckler twee etappes te winnen. In de tiende etappe versloeg hij zijn medevluchters in de sprint. De zestiende etappe, een zware bergrit, wist hij te winnen na een solo. Uiteindelijk besloot hij de ronde als winnaar van het bergklassement.
Aan het einde van het seizoen van 2016 kondigde hij aan na de Ronde van Frankrijk in 2017 te stoppen met wielrennen.

## Palmares

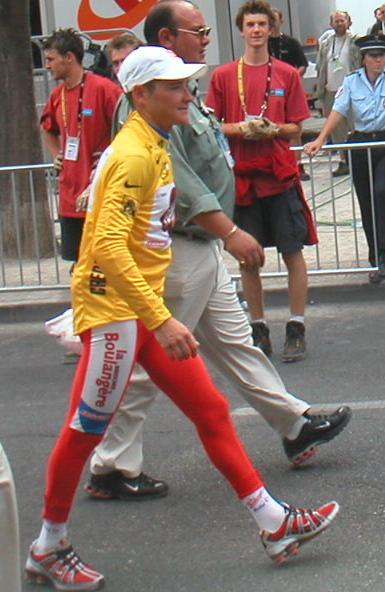
Thomas Voeckler in de gele trui tijdens de Ronde van Frankrijk 2004.

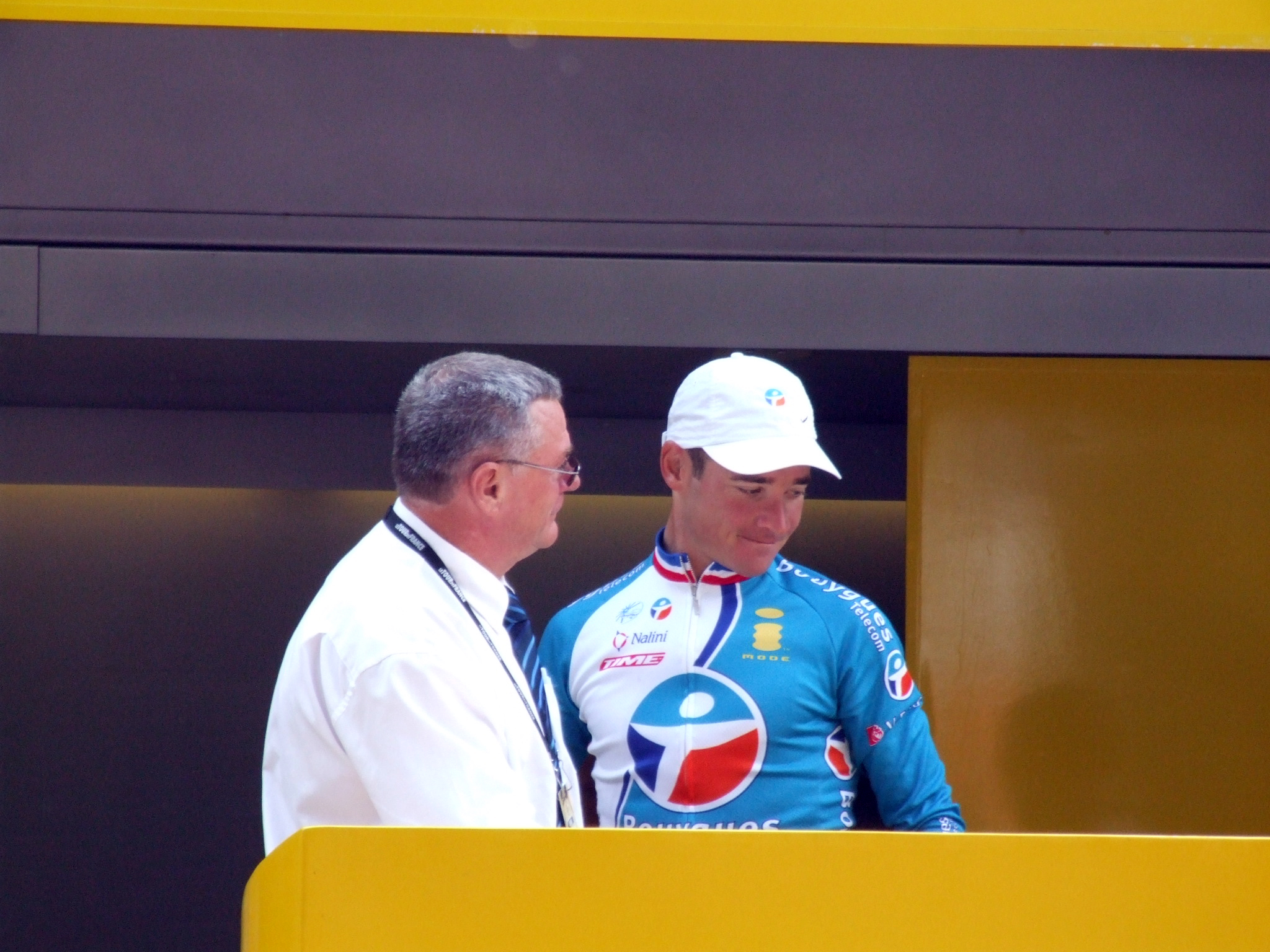
Thomas Voeckler tijdens de Ronde van Frankrijk 2006.

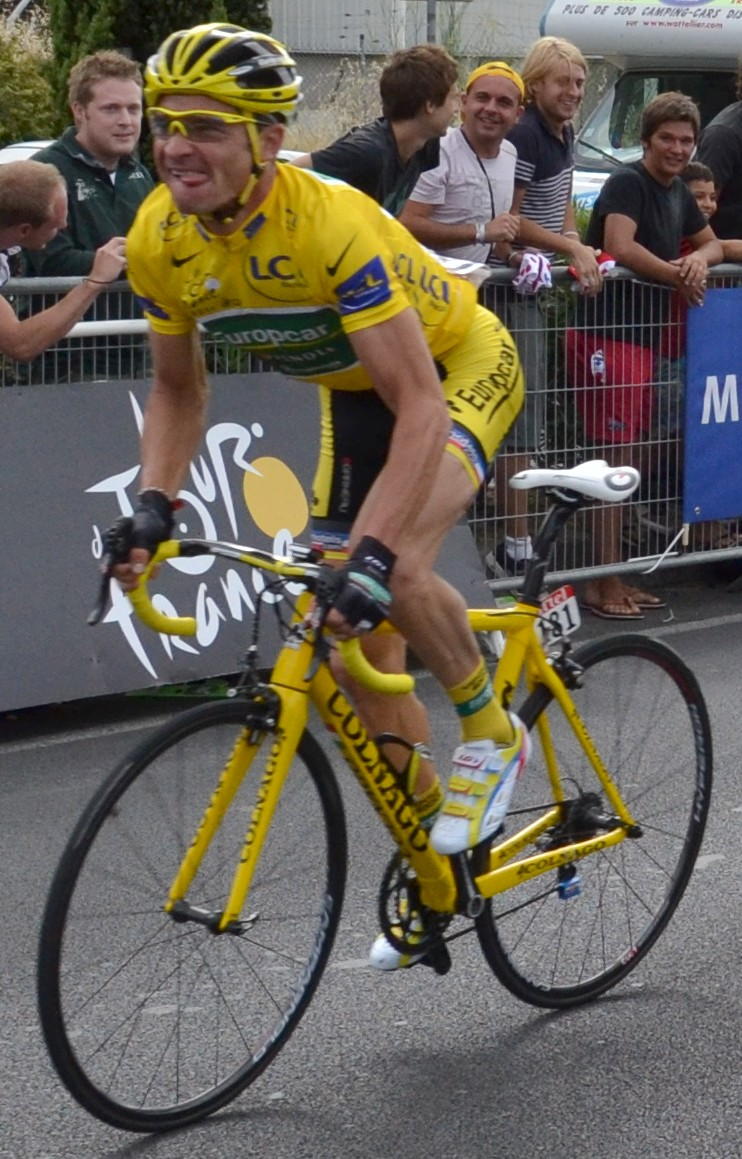
Thomas Voeckler in de gele trui tijdens de Ronde van Frankrijk 2011.

2003
1e en 3e etappe Ronde van Luxemburg
Eind- en jongerenklassement Ronde van Luxemburg
Classic Loire-Atlantique
8e etappe Ronde van de Toekomst
2004
Dwars door Morbihan
4e etappe Route du Sud
 Frans kampioen op de weg, Elite
2005
3e etappe Vierdaagse van Duinkerke
2006
5e etappe Ronde van het Baskenland
1e etappe Route du Sud
Eindklassement Route du Sud
Parijs-Bourges
2007
Bergklassement Parijs-Nice
Eindklassement Ronde van Poitou-Charentes
GP Ouest France-Plouay
2008
Eindklassement Omloop van de Sarthe
2009
Eindklassement Ster van Bessèges
2e etappe Ronde van de Haut-Var
Eindklassement Ronde van de Haut-Var
Klimmerstrofee
5e etappe Ronde van Frankrijk
2010
 Frans kampioen op de weg, Elite
15e etappe Ronde van Frankrijk
Grote Prijs van Quebec
2011
1e etappe Ronde van de Middellandse Zee
Eindklassement Ronde van de Haut-Var
4e en 8e etappe Parijs-Nice
GP Cholet
2e etappe Ronde van Trentino
4e etappe Vierdaagse van Duinkerke
Eindklassement Vierdaagse van Duinkerke
2012
Brabantse Pijl
3e etappe Ronde van Gabon
10e en 16e etappe Ronde van Frankrijk
 Bergklassement Ronde van Frankrijk
2013
6e etappe Critérium du Dauphiné
3e etappe Route du Sud
Eindklassement Route du Sud
4e etappe Ronde van Poitou-Charentes
Eindklassement Ronde van Poitou-Charentes
2016
1e etappe Ronde van de Provence
Eindklassement Ronde van de Provence
3e etappe Ronde van Yorkshire
Eindklassement Ronde van Yorkshire

## Resultaten in voornaamste wedstrijden
| Jaar | Ronde van Italië | Ronde van Frankrijk | Ronde van Spanje |
| ---- | ---------------- | ------------------- | ---------------- |
| 2001 | 135e             |                     |                  |
| 2002 |                  |                     |                  |
| 2003 |                  | 119e                |                  |
| 2004 |                  | 18e                 |                  |
| 2005 |                  | 124e                | 101e             |
| 2006 |                  | 88e                 |                  |
| 2007 | opgave           | 66e                 |                  |
| 2008 |                  | 97e                 |                  |
| 2009 | 89e              | 67e (1)             |                  |
| 2010 | 23e              | 75e (1)             |                  |
| 2011 |                  | 4e                  |                  |
| 2012 |                  | 26e (2)             |                  |
| 2013 |                  | 65e                 |                  |
| 2014 |                  | 42e                 |                  |
| 2015 |                  | 45e                 |                  |
| 2016 |                  | 79e                 |                  |
| 2017 |                  | 91e                 |                  |

| Jaar | Milaan-San Remo | Gent-Wevelgem | Ronde van Vlaanderen | Parijs-Roubaix | Amstel Gold Race | Luik-Bast.‑Luik | Ronde van Lombardije | Parijs-Tours | Brabantse Pijl | Bretagne Classic |  | WK op de weg |  | Wereldranglijsten |
| ---- | --------------- | ------------- | -------------------- | -------------- | ---------------- | --------------- | -------------------- | ------------ | -------------- | ---------------- |  | ------------ |  | ----------------- |
| 2001 |                 |               |                      | opgave         |                  |                 |                      |              |                |                  |  |              |  |                   |
| 2002 |                 | 31e           | 93e                  | opgave         |                  |                 |                      | 109e         |                |                  |  |              |  |                   |
| 2003 |                 |               |                      | 53e            |                  |                 |                      |              |                | 99e              |  |              |  |                   |
| 2004 |                 |               |                      | 77e            |                  |                 |                      |              | 47e            |                  |  |              |  |                   |
| 2005 | 74e             | 42e           | opgave               | 80e            | 69e              | 37e             | opgave               | 116e         |                |                  |  |              |  |                   |
| 2006 | 135e            |               |                      |                | 33e              |                 | opgave               | 35e          |                |                  |  | 92e          |  | 157e (UPT)        |
| 2007 | 66e             |               |                      |                |                  |                 | opgave               | 116e         |                | ↑                |  | 68e          |  | 51e (UPT)         |
| 2008 |                 |               | opgave               |                | 30e              | 40e             |                      | 29e          | opgave         |                  |  |              |  |                   |
| 2009 |                 |               |                      |                |                  | 48e             | 79e                  | opgave       |                | 36e              |  | 67e          |  | 105e (UWK)        |
| 2010 |                 |               | 58e                  |                |                  | 10e             |                      | 154e         | 6e             |                  |  |              |  | 41e (UWK)         |
| 2011 |                 | 45e           | 28e                  |                |                  |                 | opgave               |              |                | ↑                |  | 98e          |  |                   |
| 2012 |                 | 119e          | 8e                   |                | 5e               | 4e              |                      |              | ↑              | 63e              |  | 7e           |  |                   |
| 2013 | 127e            |               | 35e                  |                | opgave           |                 | 34e                  | 40e          | 14e            | 61e              |  | 61e          |  |                   |
| 2014 |                 |               |                      |                | 25e              | 36e             |                      | ↑            |                |                  |  |              |  | 118e (UWT)        |
| 2015 |                 |               |                      |                |                  | 27e             |                      |              | 46e            | 123e             |  |              |  |                   |
| 2016 |                 |               |                      |                | opgave           | 106e            |                      |              | 95e            |                  |  |              |  |                   |
| 2017 |                 |               |                      |                |                  | 112e            |                      |              |                |                  |  |              |  |                   |

Voeckler droeg 20 etappes de gele trui, 13 etappes de bolletjestrui en 14 etappes de witte trui in de Ronde van Frankrijk.

## Ploegen
- 2000 –  Bonjour-Tourpagel (stagiair vanaf 1-9)
- 2001 –  Bonjour
- 2002 –  Bonjour
- 2003 –  Brioches La Boulangère
- 2004 –  Brioches La Boulangère
- 2005 –  Bouygues Télécom
- 2006 –  Bouygues Télécom
- 2007 –  Bouygues Télécom
- 2008 –  Bouygues Télécom
- 2009 –  Bbox Bouygues Telecom
- 2010 –  Bbox Bouygues Telecom
- 2011 –  Team Europcar
- 2012 –  Team Europcar
- 2013 –  Team Europcar
- 2014 –  Team Europcar
- 2015 –  Team Europcar
- 2016 –  Direct Énergie
- 2017 –  Direct Énergie